# Creatures Inc.
Creatures Inc. (株式会社クリーチャーズ Kabushiki-gaisha Kurīchāzu) ist ein japanischer Videospielentwickler aus Chiyoda, Tokio.

## Geschichte
Ape, Inc wurde im März 1989 von Nintendo gegründet und Shigesato Itoi als CEO eingesetzt. Creatures Inc. wurde 1995 ebenfalls von Nintendo gegründet und Tsunekazu Ishihara als CEO eingesetzt. Später ging Ape, Inc. in Creatures Inc. auf. Creatures Inc. ist vor allem für die Entwicklung und Erfindung der Pokemon-Reihe zusammen mit The Pokémon Company und Game Freak bekannt.
Ape Inc. wurde im März 1989 mit Shigesato Itoi als Chief Executive Officer (CEO) gegründet. Nintendo-Präsident Hiroshi Yamauchi wollte neue Talente im Bereich des Spieldesigns fördern. Da ihm Itois Arbeit gefiel, schlug er Itoi die Idee des Unternehmens vor und investierte in es. Zu den Mitarbeitern von Ape gehörten Tsunekazu Ishihara, der später CEO der Pokémon Company wurde, und Ashura Benimaru Itoh, ein bekannter Illustrator. Sie begannen mit der Arbeit an Mother, das am 27. Juli 1989 veröffentlicht wurde. Die Musik wurde von Hirokazu Tanaka komponiert, der später der zweite CEO von Creatures wurde. Das Team setzte die Entwicklung von Mother 2 fort, das in der westlichen Welt als EarthBound bekannt wurde. Als die Entwicklung dieses Spiels ins Stocken geriet, wurde Satoru Iwata von HAL Laboratory hinzugezogen, um das Projekt zu unterstützen. Das Spiel wurde am 27. August 1994 in Japan veröffentlicht. Ape's Spieleentwicklung wurde 1995 eingestellt. In Zusammenarbeit mit Nintendo und Shogakukan produzierte Ape auch eine Reihe von offiziellen Ratgebern für Nintendo. Sie begannen mit Encyclopedia Mother im Oktober 1989 und endeten mit Nintendo Official Guidebook-Pocket Monsters: Red, Green, Blue (Complete Compatibility, Revised Edition) am 10. Januar 1997. Shogakukan übernahm die Rolle von Ape und produziert weiterhin offizielle Nintendo-Reiseführer an ihrer Stelle.
Creatures Inc. wurde am 8. November 1995 gegründet, mit Tsunekazu Ishihara als CEO, der sich aus ehemaligen Mitarbeitern von Ape zusammensetzte.
Zu einem bestimmten Zeitpunkt hatte Creatures seinen Hauptsitz im 7. Stock des Nintendo Kanda Building (任天堂神田ビル, Nintendō Kanda Biru) in Sudachō, Chiyoda, Tokyo. Später zogen sie in den fünften Stock des Kawasakiteitoku-Gebäudes (川崎定徳ビル, kawasakiteitoku Biru) in Nihonbashi, Chūō, Tokyo.
Pokémon CG Studio ist eine Abteilung von Creatures, die sich ausschließlich mit der Herstellung von Pokémon 3D-Modellen und -Animationen beschäftigt. Sie erstellen nur die Modelle und Animationen für die Pokémon selbst, da die menschlichen Charaktere intern bei Game Freak modelliert und animiert werden. Im Jahr 2017 hatte das Studio 22 Vollzeit-3DGC-Künstler, aber laut Studiodirektorin Atsuko Ujiya wollte man die Zahl in den folgenden Jahren verdoppeln. Sie gibt an, dass in Spitzenzeiten rund 100 Mitarbeiter (einschließlich temporärer Auftragnehmer) an der Erstellung von Modellen und Animationen arbeiten.
Am 16. Oktober 2020 gab Creatures die Übernahme von Ambrella bekannt, dem Entwickler einer Reihe von Pokémon-Ablegerspielen. Creatures erwarb alle Eigentumsrechte von Ambrella, und Ambrella löste sich auf, wobei seine Mitarbeiter Teil von Creatures wurden.

## Spiele

### Als Ape, Inc.
- Mother
- Monopoly
- EarthBound
- Mario’s Picross
- Tamori’s Picross
- The Monopoly Game 2
- Mario’s Super Picross

### Als Creatures Inc.
- Picross 2
- Mini Yonku GB: Let's & Go!!
- Game Boy Camera
- Super Smash Bros.
- Chee-Chai Alien
- Super Smash Bros. Melee
- Nonono Puzzle Chailien
- Project Hacker: Kakusei
- Personal Trainer: Walking
- Poketto Monsutā Midori/Aka
- Pokémon Rote und Blaue Edition
- Pokémon Special Pikachu Edition oder Gelbe Edition
- Pokémon Goldene und Silberne Edition
- Pokémon Kristall-Edition
- Pokémon Rubin- und Saphir-Edition
- Pokémon Feuerrote und Blattgrüne Edition
- Pokémon Smaragd-Edition
- Pokémon Diamant- und Perl-Edition
- Pokémon Platin-Edition
- Pokémon HeartGold und SoulSilver
- Pokémon Schwarze und Weiße Edition
- Pokémon Schwarze Edition 2 und Weiße Edition 2
- Pokémon X und Y
- Pokémon Omega Rubin und Alpha Saphir
- Pokémon Sonne und Mond
- Pokémon: Let’s Go, Pikachu! und Let’s Go, Evoli!
- Pokémon Pinball
- Pokémon Trading Card Game
- Pokémon Puzzle Challenge
- Pokémon Card GB 2
- Pokémon Pinball – Rubin & Saphir
- Pokémon Mystery Dungeon
- Pokémon Stadium
- Pokémon Snap
- Pokémon Puzzle League
- Pikachū Genkidechū
- Pokémon Stadium 2
- Pokémon Party Mini
- Pokémon Pinball Mini
- Pokémon Puzzle Collection
- Pokémon Zany Cards
- Pokémon Tetris
- Pokémon Race
- Pokémon Puzzle Collection 2
- Pichu Bros. Mini
- Togepi’s Great Adventure
- Pokémon Breeder
- Pokémon Ranger
- Pokémon Dash
- Pokémon Link!
- Pokémon Mystery Dungeon 2
- Pokémon Ranger: Finsternis über Almia
- Pokémon Ranger: Spuren des Lichts
- Pokémon Conquest
- Pokémon Colosseum
- Pokémon Channel
- Pokémon XD: Der Dunkle Sturm
- Pokémon Battle Revolution
- My Pokémon Ranch
- Pokémon Rumble
- PokéPark Wii: Pikachus großes Abenteuer
- PokéPark Wii 2: Die Dimension der Wünsche
- Pokédex 3D
- Super Pokémon Rumble
- Pokémon Traumradar
- Pokémon Mystery Dungeon: Portale in die Unendlichkeit
- Pokémon Super Mystery Dungeon
- Pokémon Link: Battle!
- Pokémon Shuffle
- Pokémon Rumble World
- Pokémon Rumble U
- Pokémon Tekken
- Pokkén Tournament
- Pokémon Go
- Pokémon Shuffle Mobile
- Pokémon Duel
- Pokémon TV
- Pokémon Jukebox
- Pokémon Tekken DX
- Pokémon Quest

### Als Creatures
- Meisterdetektiv Pikachu kehrt zurück (2023)